# Moosbeeke
Die Moosbeeke ist ein Fließgewässer im Kreis Steinfurt (Nordrhein-Westfalen) und im Landkreis Emsland (Niedersachsen). Der Bach mündet bei Beesten in die Große Aa.
Der Oberlauf der Moosbeeke beginnt im Grenzbereich Hopstener Bauerschaft Staden zur Recker Bauerschaft Twenhusen mit dem Abschnittsnamen Flötte. Nach Passieren der Ortslage von Hopsten fließt sie durch die Bauerschaft Rüschendorf. Hinter Rüschendorf verlässt sie das Bundesland Nordrhein-Westfalen und wechselt nach Niedersachsen in die Gemeinde Schapen. Hier ändert sich der Name in Moosbeeke. Die Ortslage von Schapen passiert sie nördlich, ebenso auch die Ortslage von Beesten. Zwischen Freren und Beesten mündet sie in die Große Aa.